# Kokcydioza owiec i kóz
Kokcydioza owiec i kóz (łac. coccidiosis ovium et caporum) – choroba pasożytnicza spowodowana przez pierwotniaki Eimeria arloingi, Eimeria faurei, Eimeria intricata, Eimeria ninakohlyakimovae, Eimeria parva z rodziny Eimeriidae należącej do Protista.